# 1208 (ban nhạc)
1208 (thường được phát âm là "twelve-o-eight" hặc "twelve-zero-eight") là một ban nhạc punk rock người Mỹ đến từ Hermosa Beach, California thành lập năm 1994.
Cái tên "1208" xuất phát từ số căn hộ mà họ ở cùng nhau lần đầu. Họ đã phát hành hai album phòng thu với thời lượng đầy đủ thông qua Epitaph Records: Feedback Is Payback (2002) và Turn of the Screw (2004). Bài hát "Fall Apart" của họ trong Turn of The Screw đã được giới thiệu trên PlayStation 2 và trò chơi điện tử Xbox nổi tiếng Burnout 3.
Vào tháng 11 năm 2006, ban nhạc được cho là đang làm việc cho album thứ ba, tuy nhiên album chưa bao giờ thành hiện thực.
1208 tái hợp vào năm 2009 trong một buổi biểu diễn một lần với T.S.O.L.. Tất cả các thành viên ban đầu đều biểu diễn, ngoại trừ tay trống Manny McNamara.

## Thành viên
- Alex Flynn - giọng hát
- Neshawn Hubbard - guitar
- Bryan Parks - bass
- Manny McNamara - trống

## Danh sách đĩa nhạc
- Feedback Is Payback (2002)
- Turn of the Screw (2004)

## Đĩa đơn
- "Scared Away" từ Feedback Is Payback
- "Jimmy" từ Feedback Is Payback
- "Next Big Thing" từ Turn of the Screw

## Video âm nhạc
- "Jimmy" (2002)
- "Next Big Thing" (2004)